# Замок Шёнфельд (Саксония)

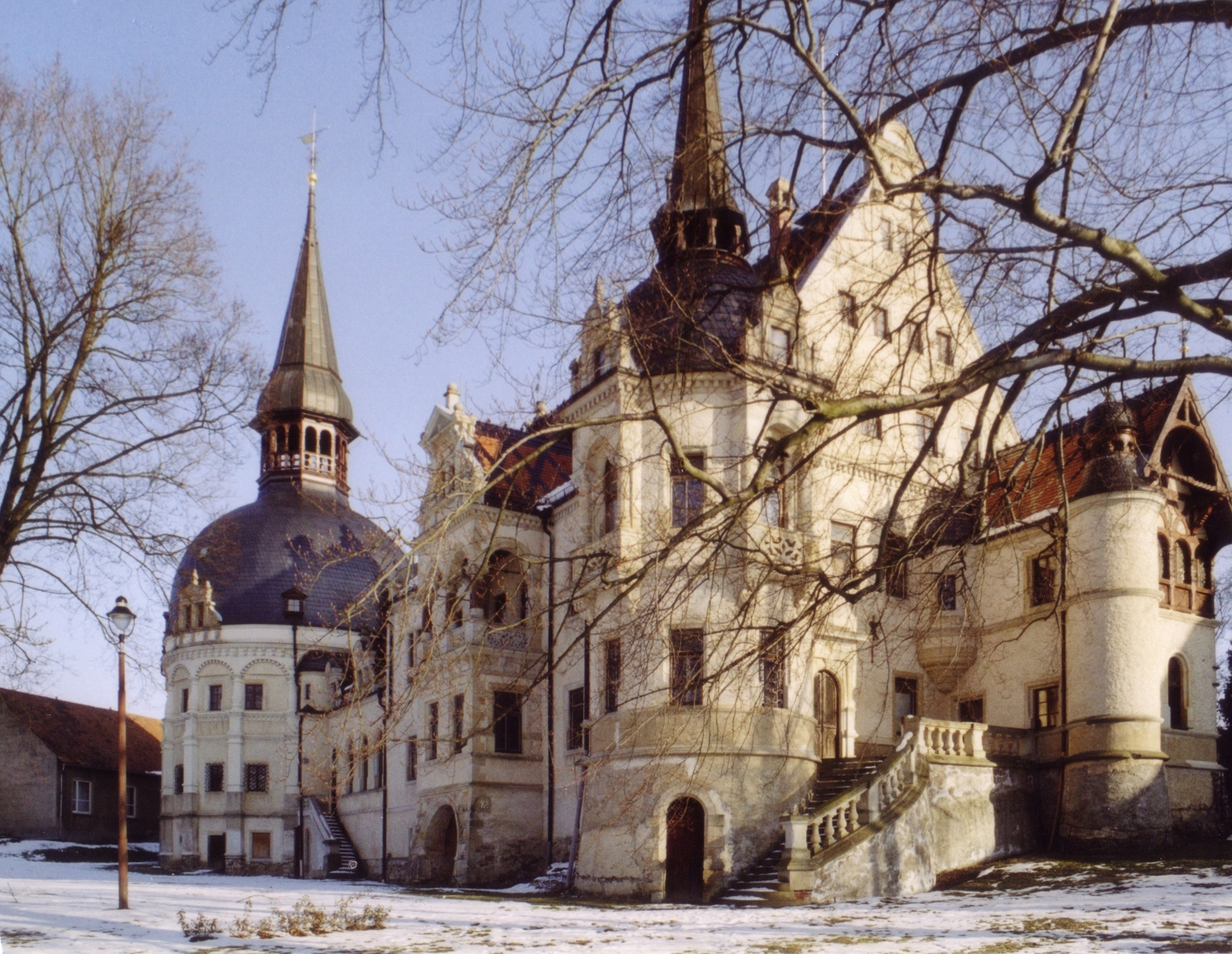
Главный замок

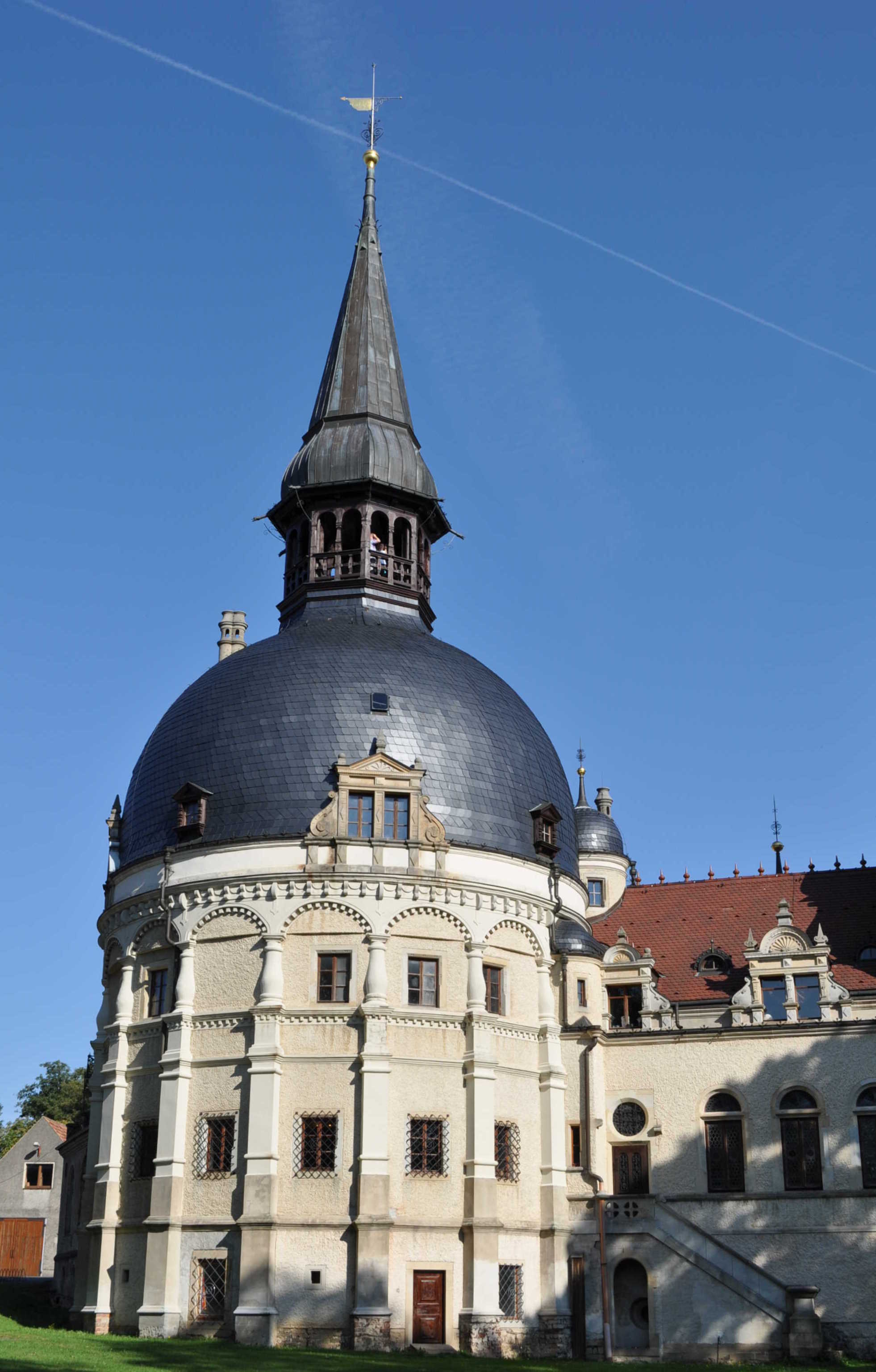
Башня эпохи Возрождения

Первое упоминание о замке Шёнфельд в саксонской общине Шёнфельд относится к XIII веку.  Основные постройки датируются 1560-1580 годами. В конце XIX века дворец был перестроен в стиле неоренессанс.

## Расположение
Замок расположен в общине Шёнфельд в пятнадцати киломентрах от города Гросенхайн и в тридцати километрах от города Майсен.

## История
Историки и археологи предполагают, что до начала XIII века на месте замка находилась окруженная рвом крепость, защищавшая европейскую Королевскую дорогу, торговый и военный тракт Священной Римской империи.
Первое упоминание о дворянской резиденции Шёнфельд датируется 21 января 1216 года. Некий Таммо де Сконевельт засвидетельствовал передачу маркграфом Дитрихом деревни Цеделе (Цадель) со всеми дворами и церкви святого Андрея монастырю Альтцелла. Соответствующий документ был составлен в Дрездене и стал третьим письменным упоминанием Дрездена с 1206 года. Свидетелями передачи деревни и церкви также стали Врезелаус, сын короля Богемии Конрада фон Озека (Гайна) и Каприан фон Куннерсдорф.
До 1400 года замок и деревня в 37 дворов находилась во владении Сконевельтов. В 1440 году право владения замком и деревней переходит семье Кёкриц.

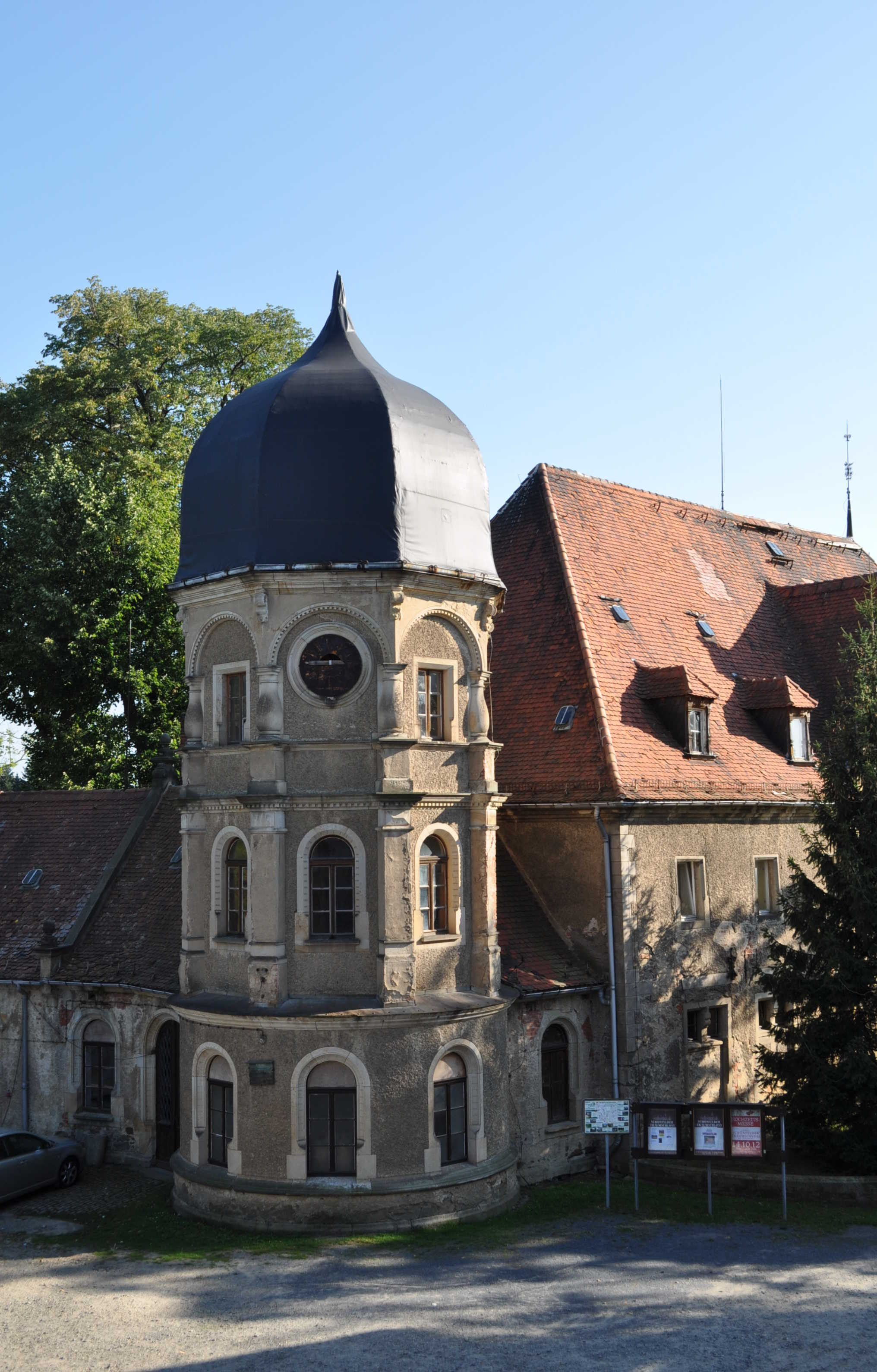
Малый замок

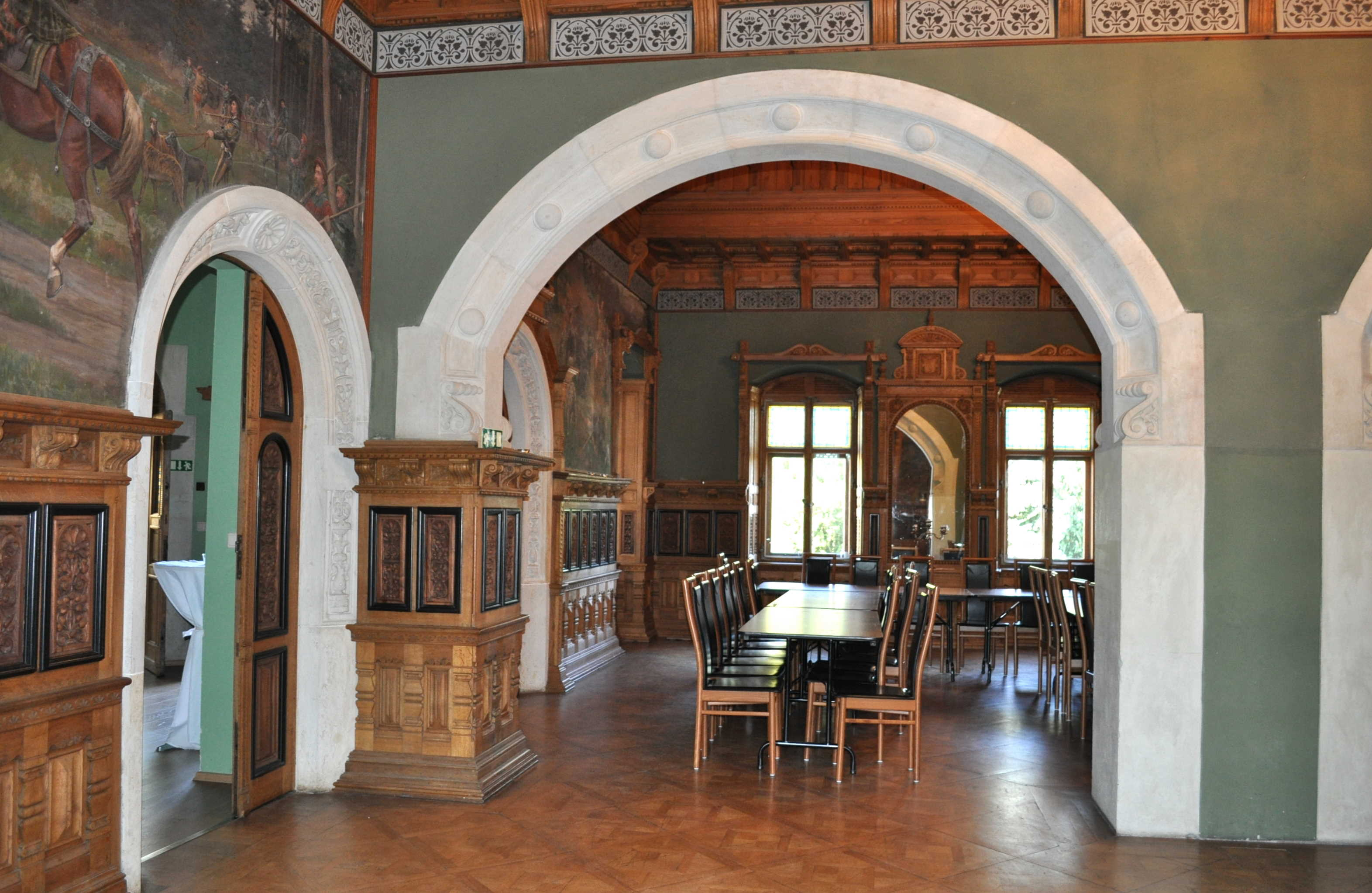
замковые покои

В 1421 году замок делится на два феодальных владения и распределяется между двумя майсеновскими феодальными семьями. "Новая часть" отходит семье Мальтиц. "Старая часть" - семье Милтиц. В 1448 году владельцем "Новой части" значится Титц фон Хонсберг, владельцем "Старой части" - Лудолд фон дер Зала (Sahla).  В 1465 году замок и деревня переходят в единоличное владение феодалов из Зала (Sahla), которые владеют им до 1765 года. За годы их правления в 1560-1590 годах в стиле Саксонского Ренессанса было построено два замковых здания.
В 1765 году саксонский королевский камергер Карл Фридрих фон Эрдманнсдорф женится на Шарлотте Софии фон дер Зала и вступает во владения Шёнфельдом. Через три года семейной жизни София фон дер Зала умирает, так и не родив наследника. И Карл Фридрих фон Эрдманнсдорф берет в жены её младшую сестру, Эрдмуте Магдалену фон Зала, которая родила ему четырёх сыновей и дочь.
В 1768 году Карл Фридрих фон Эрдманнсдорф частично засыпал ров вокруг замка. В 1830 году три башни и два подъемных моста замка были снесены. Владения "Новая часть" и "Старая часть" были официально объединены в 1860 году.
В 1882 году Максимилиан Дате фон Бургк, внук `Карла Фридриха Августа Фрейхера Дате фон Бургк, получил замок и деревню Шёнфельд в качестве свадебного подарка от своего отца. В период с 1882 по 1884 год под руководством архитектора Готхильфа Людвига Мёкеля замок был перестроен в стиле неоренессанса.  В период с 1889 по 1893 года под управлением королевского садовника Макса Бертрама был разбит ландшафтный английский парк. В 1900-1901 годах был построен манеж для верховой езды.
В 1945 году замок был экспроприирован.
В 1947 году в замке располагались административные службы. В 1948 году в замке располагалось общежитие для немецких беженцев. С 1948 по 1989 год в помещении замка располагались классы аграрного техникума. В 1965-1966 годах были проделаны первые консервационные работы по сохранению замка.
Масштабные консервационные работы по сохранению замка были проведены в 1989 году. В 1990 -1994 годах были отреставрированы и реконструированы обшивки большой башни и северо-восточного фронтона главного здания. В 1997 году были отремонтированы фасады главного здания и его пристроек. Ремонт балюстрады главного здания был закончен в 1998 году. В 1999 году был отреставрирован фасад хозяйственного крыла. В ходе ремонтных работ во всем замке была установлена отопительная система.
В 2003 году в замке открыли хостел для паломников пути Святого Иакова.